# Bernd Martin (Historiker)
Bernd Martin (* 8. August 1940 in Berlin) ist ein deutscher Historiker. Er ist emeritierter Professor für Neuere und Neueste Geschichte der Universität Freiburg im Breisgau.

## Leben und Wirken
Bernd Martin wuchs in Elsterwerda im Osten des damaligen Sachsen-Anhalt auf. Nach der Volksschule besuchte er ab 1950 das Humanistische Gymnasium Andreanum in Hildesheim und legte dort 1959 das Abitur ab. Nach Ableistung der Wehrpflicht studierte er von 1960 bis 1966 die Fächer Osteuropäische Geschichte, Anglistik und Politik an der Philipps-Universität Marburg, der University of Durham (England) und an der Freien Universität Berlin. Es folgte das Staatsexamen (1966) und die Promotion (1967) zum Dr. phil. in Marburg mit der Dissertation Deutschland und Japan im Zweiten Weltkrieg.
Während der Assistentenzeit am Historischen Seminar der Universität Freiburg (1968–1974) bei Andreas Hillgruber erfolgte 1973 die Habilitation mit der Schrift Friedensinitiativen und Machtpolitik im Zweiten Weltkrieg. Die Ernennung zum Dozent (1974) und zum außerplanmäßigen Professor (1976) schlossen sich an. Anfang 1979 wurde er schließlich auf Lebenszeit zum C3-Professor für Neuere und Neueste Geschichte ernannt. Er war 1980/81, 1990/91 und 1999 bis 2001 geschäftsführender Direktor des Historischen Seminars der Universität Freiburg und Gastprofessor an verschiedenen Universitäten in Europa und Asien. Martin hat mit Fernost, Polen und dem Oberrhein jeweils um die Mitte des 20. Jahrhunderts drei Forschungsschwerpunkte. Er wurde 1999 mit dem Verdienstorden der Republik Polen ausgezeichnet. 2007 wurde Martin emeritiert.
Anlässlich der Veröffentlichung seines universitätsgeschichtlichen Buches Die Freiburger Pathologie in Kriegs- und Nachkriegszeiten (1906–1963) stellten Nachkommen des Pathologen Franz Büchner (1895–1991) Strafanzeige gegen Martin mit dem Vorwurf der Verunglimpfung des Andenkens Verstorbener. Die Staatsanwaltschaft stellte das Verfahren jedoch ein. Martin leitete außerdem eine Kommission der Stadt Freiburg im Breisgau, die Straßennamen untersuchte. Diese empfahl die Umbenennung von zwölf Straßen, darunter der Sepp-Allgeier-Straße aufgrund der Verstrickung des Filmemachers in nationalsozialistische Propaganda.
Bernd Martin ist seit 1968 verheiratet. Das Paar hat einen Sohn und eine Tochter.

## Schriften (Auswahl)
Monografien
- Deutschland und Japan im Zweiten Weltkrieg: Vom Angriff auf Pearl Harbor bis zur deutschen Kapitulation. Musterschmidt, Göttingen/Zürich/Frankfurt am Main 1969 (zugleich: Dissertation, Universität Marburg, 1969).
- Friedensinitiativen und Machtpolitik im Zweiten Weltkrieg 1939–1942. Droste, Düsseldorf 1974, ISBN 3-7700-0359-4 (zugleich: Habilitationsschrift, Universität Freiburg im Breisgau, Philosophische Fakultät, 1973, unter dem Titel: Friedensinitiativen im Zweiten Weltkrieg).
- Heidegger und das „Dritte Reich“. Ein Kompendium. Wissenschaftliche Buchgesellschaft, Darmstadt 1989, ISBN 3-534-10929-5.
- 550 Jahre Universität Freiburg 1457–2007. Ein historischer Überblick. Albert-Ludwigs-Universität Freiburg, Freiburg 2007, ISBN 978-3-495-48253-7 (Digitalisat).
- Die Freiburger Pathologie in Kriegs- und Nachkriegszeiten (1906–1963). Konstitutionspathologie, Wehrpathologie und Menschenversuche. „Pathologie“ des Verdrängens. Verlag Regionalkultur, Ubstadt-Weiher, Heidelberg 2018, ISBN 978-3-955-05067-2.

Herausgeberschaften
- Friedrich Wilhelm Hack. Sein Wirken für Japan. Vom Antikominternpakt (1935) bis zum Kriegsende (1945), indicium Verlag München 2024.
- Von der Badischen Landesuniversität zur Hochschule des 21. Jahrhunderts (= 550 Jahre Albert-Ludwigs-Universität Freiburg. Band 3). Alber, Freiburg i. Br. 2007, ISBN 978-3-495-48253-7.
- Institute und Seminare seit 1945 (= 550 Jahre Albert-Ludwigs-Universität Freiburg. Band 5). Alber, Freiburg i. Br. 2007, ISBN 978-3-495-48255-1.
- Der Zweite Weltkrieg und seine Folgen. Ereignisse – Auswirkungen – Reflexionen. Rombach, Freiburg i. Br. / Berlin 2006, ISBN 3-7930-9458-8.
- mit Arkadiusz Stempin: Deutschland und Polen in schwerer Zeit 1933–1990 / Niemcy i Polska w trudnych latach 1933–1990. Rombach, Freiburg im Breisgau 2004, ISBN 3-7930-9392-1 / Inst. Historii UAM, Warszawa 2004, ISBN 83-89407-30-2.
- mit Ernst Schulin: Die Juden als Minderheit in der Geschichte. dtv, München 1981, ISBN 3-423-01745-7.
- Deutsche Beraterschaft in China. Militär – Wirtschaft – Außenpolitik. Droste, Düsseldorf 1981, ISBN 3-7700-0588-0.